# Opleiding

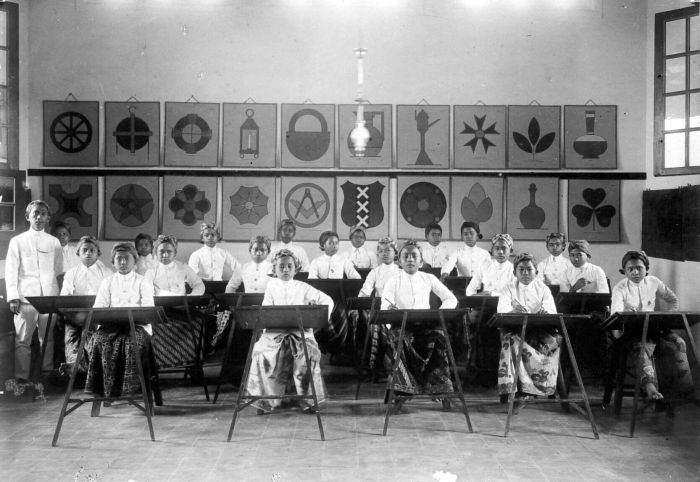
Tekenzaal van de 'Inlandsche Normaal School' tot opleiding van inlandse onderwijzers op Java

Een opleiding is een onderwijsprogramma dat ingericht is om de benodigde kennis en vaardigheden voor een beroep of bedrijf over te brengen. Vaak is de naam van de opleiding gelijk aan de naam van het beroep waarvoor wordt opgeleid. Een opleiding kan opgebouwd zijn met verschillende cursussen of vakken die ieder een afzonderlijke thematiek bespreken. Een opleiding wordt doorgaans afgesloten met een attest, diploma of getuigschrift. De kwaliteit van opleidingen in het hoger onderwijs wordt gecontroleerd door de Nederlands-Vlaamse Accreditatieorganisatie.

## Avondopleiding
Opleidingen die 's avonds worden gegeven, om aan de vraag voor (overdag) werkenden tegemoet te komen, worden avondopleidingen genoemd. 